# 3 de abril
3 de abril è un singolo del rapper portoricano Anuel AA, pubblicato il 3 aprile 2020.

## Tracce
1. 3 de abril – 3:44